# Aeroporto de Petropavlovsk
O Aeroporto de Petropavlovsk (também conhecido como Aeroporto de Petropavlovsk Sul ou Aeroporto de Petropavl) está localizado à 11 quilômetros ao sul de Petropavl, cidade situada ao norte do Cazaquistão.